# Dharmacakra

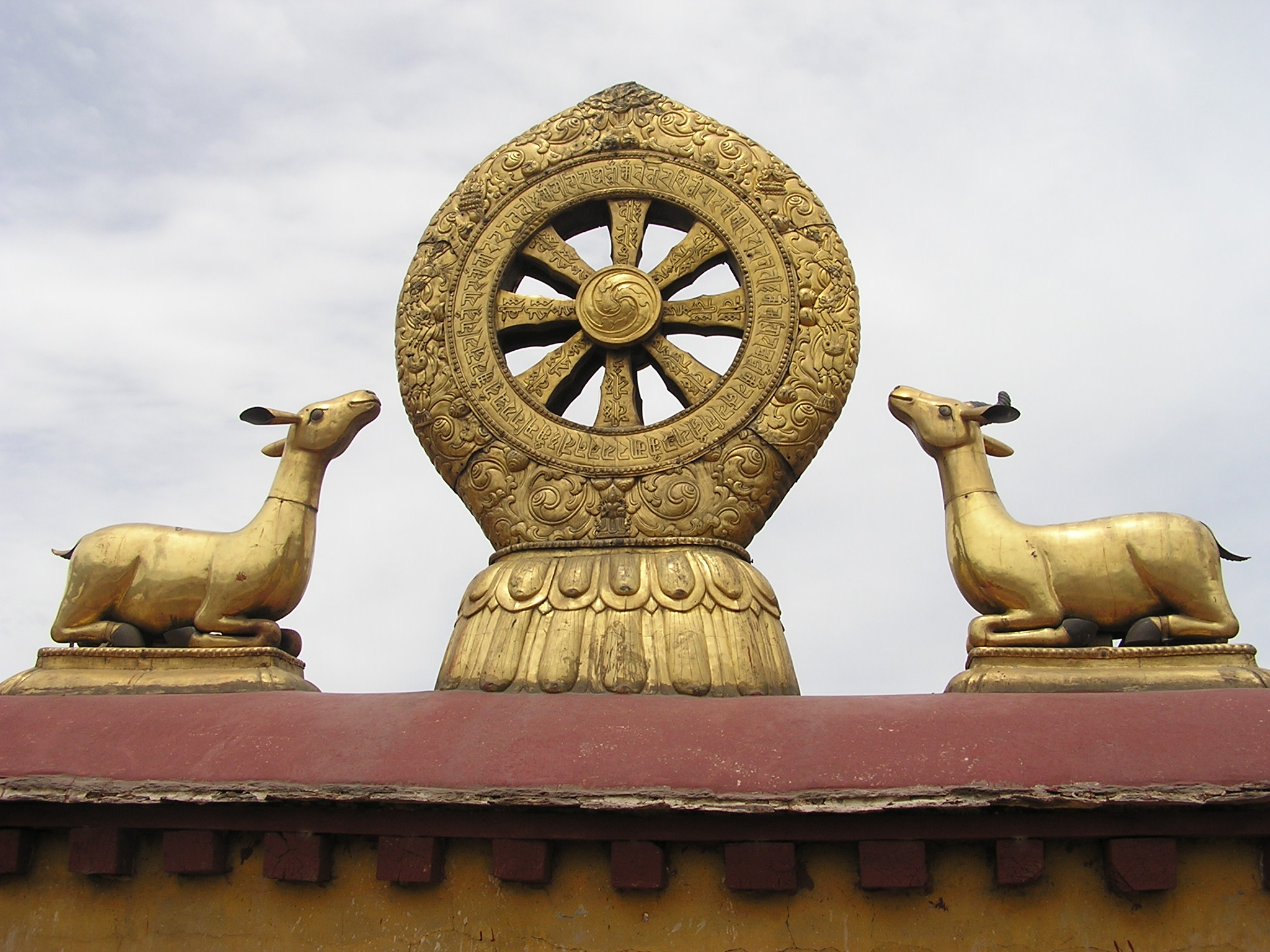
Il dharmacakra situato in cima al Tempio Jokang, a Lhasa in Tibet. Le gazzelle poste ai lati della Ruota del Dharma sono a ricordo del luogo, il Parco delle gazzelle, in cui il Buddha Śākyamuni predicò per la prima volta la dottrina buddista.

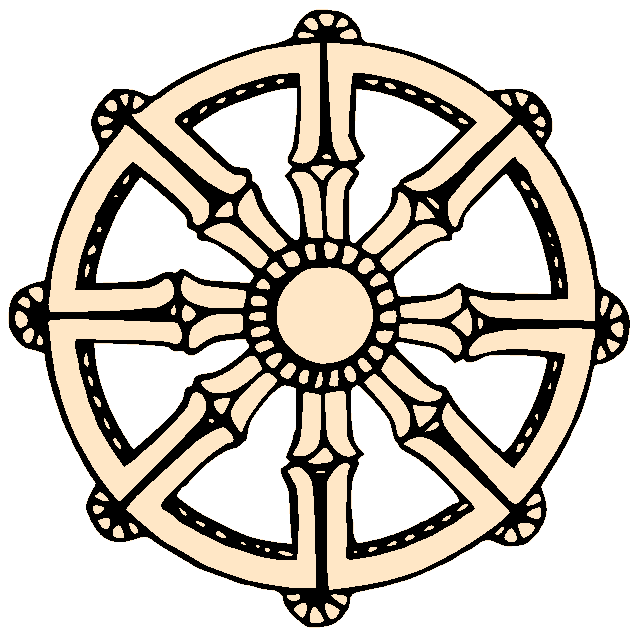
Il dharmacakra simbolo della religione buddista.

Il termine sanscrito Dharmacakra (devanāgarī धर्मचक्र, Pāli dhammacakka, cinese 法輪 fǎlún, giapponese hōrin, coreano 법륜 beomnyun o pŏmnyun, vietnamita  pháp luân, tibetano chos kyi 'khor lo, Ruota del Dharma) è uno dei simboli della religione buddista.
Nel momento in cui, nel Parco delle Gazzelle a Isipatana (anche Sārnāth) vicino a Vārāṇasī (Benares, India), il Buddha Śākyamuni rivela ai suoi primi discepoli le quattro nobili verità (san. catvāri-ārya-satyāni, pāli cattāri ariya-saccāni), secondo la tradizione buddista egli mette in moto la Ruota del Dharma o dharmacakra.
Questa "ruota" è, nella precedente iconografia indiana, un'arma sacra, segnatamente di Indra. Essa è messa in moto (lanciata) dal Buddha Śākyamuni per colpire gli ostacoli, gli errori, gli attaccamenti che impediscono all'uomo di raggiungere il Nirvāṇa; come un'arma, questa "ruota" (chakra) "colpisce" da uomo a uomo, da paese a paese, da era storica a era storica con gli "insegnamenti" (dharma) del Buddha Śākyamuni.
Tradizionalmente il dharmacackra è costituito da otto raggi che rappresentano il Nobile ottuplice sentiero (san. ārya aṣṭāṅgika mārga, pāli ariya-aṭṭhaṅgika-magga) il quale è composto in:
|      | Italiano               | Sanscrito         | Pāli           | Cinese | Cinese pinyin | Cinese Wade-Giles | Giapponese | Tibetano                     |
| ---- | ---------------------- | ----------------- | -------------- | ------ | ------------- | ----------------- | ---------- | ---------------------------- |
| I    | Retta visione          | Samyag-dṛṣṭi      | Sammā diṭṭhi   | 正見   | Zhèngjiàn     | Cheng-chien       | Shōken     | Yang dag pa'i lta ba         |
| II   | Retta intenzione       | Samyak-saṃkalpa   | Sammā saṃkappa | 正思惟 | Zhèng sīwéi   | Cheng ssu-wei     | Shō shiyui | Yang dag pa'i rtog pa        |
| III  | Retta parola           | Samyag-vāc        | Sammā vācā     | 正語   | Zhèngyǔ       | Cheng-yü          | Shōgo      | Yang dag pa'i ngag           |
| IV   | Retta azione           | Samyak-karma-anta | Sammā kammanta | 正業   | Zhèngyè       | Cheng-yeh         | Shōgō      | Yang dag pa'i las kyi mthà   |
| V    | Retta sussistenza      | Samyag-ājiva      | Sammā ājīva    | 正命   | Zhèngmìng     | Cheng-ming        | Shōmyō     | Yang dag pa'i 'tsho ba       |
| VI   | Retto sforzo           | Samyag-vīrya      | Sammā vāyāma   | 正精進 | Zhèng jīngjìn | Cheng-ching-chin  | Shō shōjin | Yang dag pa'i rtsol ba       |
| VII  | Retta presenza mentale | Samyak-smṛti      | Sammā sati     | 正念   | Zhèngniàn     | Cheng-nien        | Shōnen     | Yang dag pa'i dran pa        |
| VIII | Retta concentrazione   | Samyak-samādhi    | Sammā samādhi  | 正定   | Zhèngdìng     | Cheng-ting        | Shōjō      | Yang dag pa'i ting nge 'dzin |

Il simbolo del taijitu, spesso inserito, nell'arte buddista cinese e tibetana, nel mozzo della ruota del dharmacakra

Spesso nell'arte buddista cinese e tibetana, nel mozzo della ruota del dharmacakra viene inserito un gankyil o un elemento della cultura cinese, il tàijí (太極), che simboleggia l'intersecarsi di sofferenza e liberazione.
Il Dharmacakra è uno degli Otto Simboli di Buon Auspicio.